# 醋酸纤维素

醋酸纖維素的結構式。 化學式顯示了每个葡萄糖模快具有兩個乙酰基的纖維素的截面。

醋酸纖維素，也稱為乙酸纖維素、纖維素乙酸酯，是纖維素的醋酸酯，于1865年首次給發掘。 醋酸纖維素在攝影中用於製造底片的片基，同時也是一些黏合劑的成分。醋酸纖維素也用於人造纖維。
嫘縈纖維醋化得到醋酸纖維，它是一種人造纖維。嫘縈屬再生纖維，其中有許多性質與絲相似，故又稱人造絲。
醋酸纖維素的一个用途為製造香菸過濾嘴。其有明顯的降低焦油含量的作用，但無法降低香菸對吸菸者及旁人的危害。
它的强度比尼龍水絲低得多，彈性也較差。能吸收約為本身重量6.5%的水分，加熱時會軟化，在232攝氏度左右熔融。能燃燒，但不易著火。長期存放和經陽光暴曬後强度稍有降低，但不影響色澤。
1865年，保羅 舒岑貝熱(Paul Schützenberger) 發現纖維素與乙酸酐會產生化學變化形成醋酸纖維素。1903年，德國化學家阿瑟·艾興格林 (Arthur Eichengrün)與 特奧多爾·貝克爾(Theodore Becker)發明了第一個可溶性形態的醋酸纖維素。
1904在瑞士, 卡米爾德瑞福斯(Camille Dreyfus)與他的弟弟亨利德瑞福斯(Henri Dreyfus) 在父親位於花園中的小屋發現了醋酸纖維素。他們持續地實現，可是第一次世界大戰中斷了過程。

## 制备
迄今为止，还没有直接生产二级醋酸纤维素的方法。 因此，它应用两步合成，因为在纤维素的部分酯化的尝试中，仅形成非完全乙酰化纤维素和完全乙酰化纤维素的混合物。 纤维素总是首先完全转化为三乙酸纤维素，然后通过水解成酯化程度较低的乙酸纤维素。
生产细分为以下阶段，这些阶段通常由物料直接连接：
- 纸浆的机械加工：将通常以卷或片材形式提供的纸浆是由不同类型的切碎机（如锤磨机和盘式磨机）原纤化，过程中这两种类型的破碎机需要连续排列以提供最佳分辨率。

- 化学预处理：原纤化纤维素与乙酸（可适当加入少量硫酸）在25℃-50℃下适当搅拌约1小时，从而诱发乙酸在纤维间隙连续蒸发和冷凝。纤维颗粒因此溶胀，这有利于随后溶剂分散到纤维颗粒之间。除了这种醋酸蒸汽预处理之外还有一种在薄糊状态的预处理方式。将纸浆置于大量水和稀释后的醋酸中，剧烈搅拌。再通过随后的工艺如压制或者离心，增加纸浆中纤维素的浓度。同时添加更高浓度的醋酸。这种工艺的优势在于取消了粉碎过程，因为纸浆层可以直接添加到搅拌釜中。

- 纤维素的乙酰化：在商业生产中，冰醋酸法或二氯甲烷法通常用于纤维素的乙酰化。

在冰醋酸法中，预处理的纤维素物质在溶剂冰醋酸与过量的乙酸酐构成的乙酰化混合物（酯化剂）和作为催化剂的硫酸在强烈的机械混合下进行反应。 该反应是高度放热的，因此需要对反应容器进行强烈冷却。 当从纤维浆中形成高粘度的透明反应混合物时，通过加入水终止酯化过程。 该溶液必须不含凝胶并具有所需的粘度。
在二氯甲烷法中，二氯甲烷代替乙酰化混合物中的冰醋酸做溶剂。低沸点的二氯甲烷很容易通过蒸馏除去，因此即使使用高粘度溶液也可以非常有效地进行过程控制。 即使在低温下，它也能很好地溶解三乙酸纤维素。使用的催化剂是少量硫酸，通常也可以用高氯酸。然而，作为反应的副产物，通常形成乙酸，因此溶剂最终是二氯甲烷，乙酸酐和乙酸的混合物。
有一种非常罕见的非均相方法是醋酸纤维工艺，其仅用于生产三乙酸纤维素为最终产品。将纤维素悬浮在非溶剂（如苯）中，并在高氯酸为催化剂作用下将乙酸酐酯化。